# Konšel (Měník)
Rybník Konšel o výměře vodní plochy 0,7 ha se nalézá v lese asi 0,5 km východně od centra obce Měník v okrese Hradec Králové. Rybník je využíván pro sportovní rybolov a zároveň představuje významné biocentrum pro rozmnožování obojživelníků. 
Rybník Konšel je pozůstatkem bývalé rozsáhlé Chlumecké rybniční soustavy, která v době svého největšího rozkvětu čítala na 193 rybníků vybudovaných v průběhu 15. až 16. století v oblasti povodí řek Cidliny a Bystřice.

## Galerie

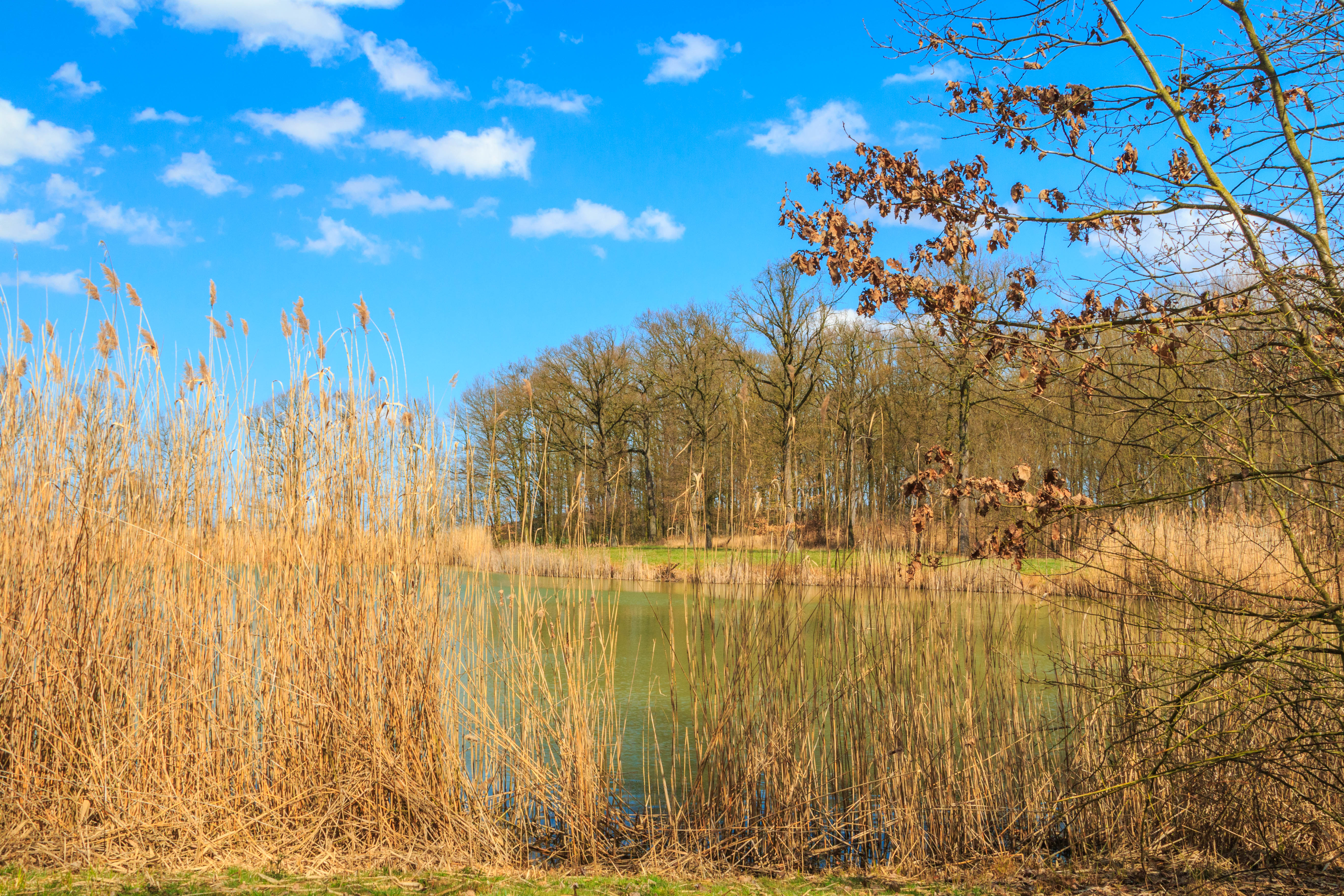
pohled na rybník Konšel
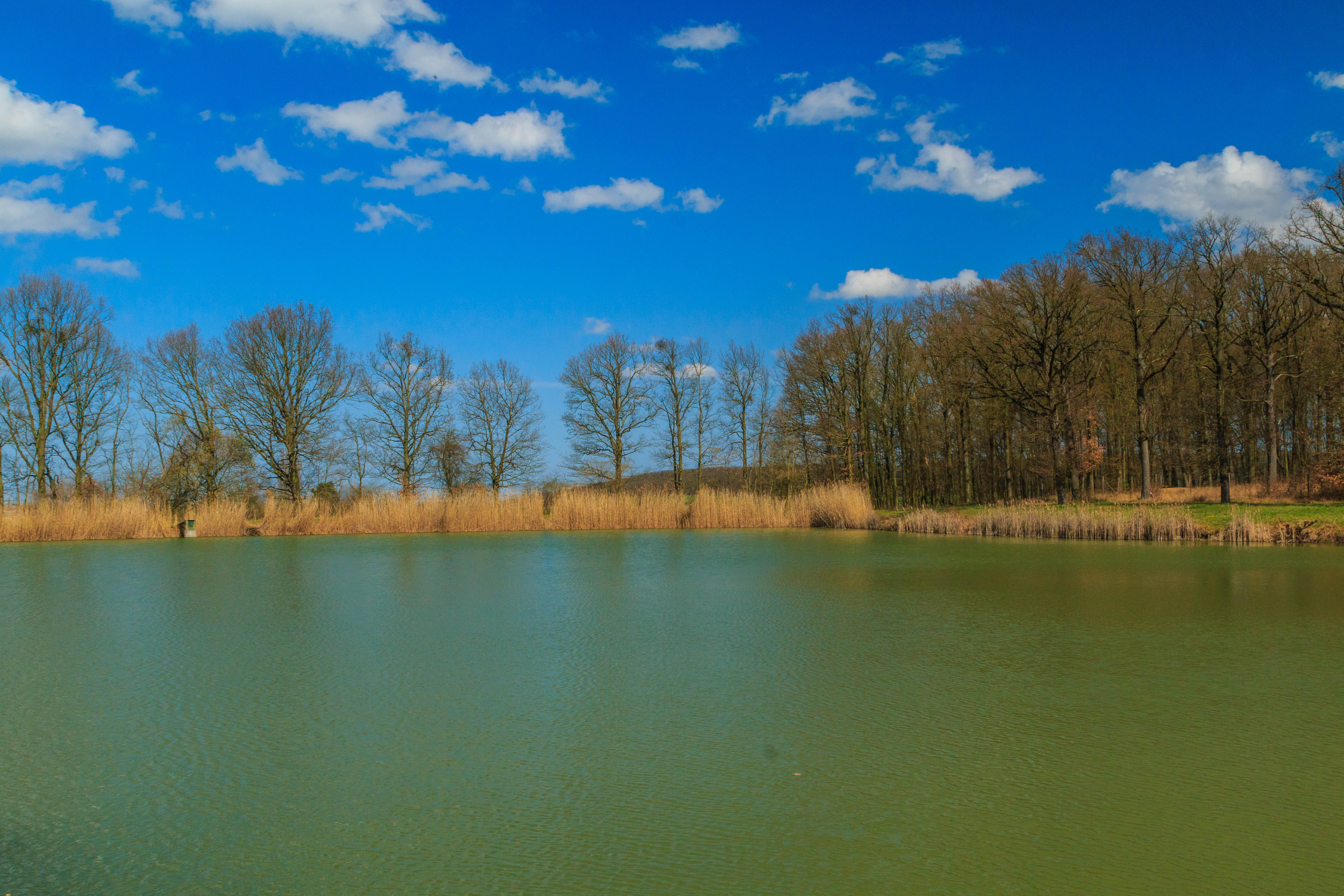
pohled na rybník Konšel
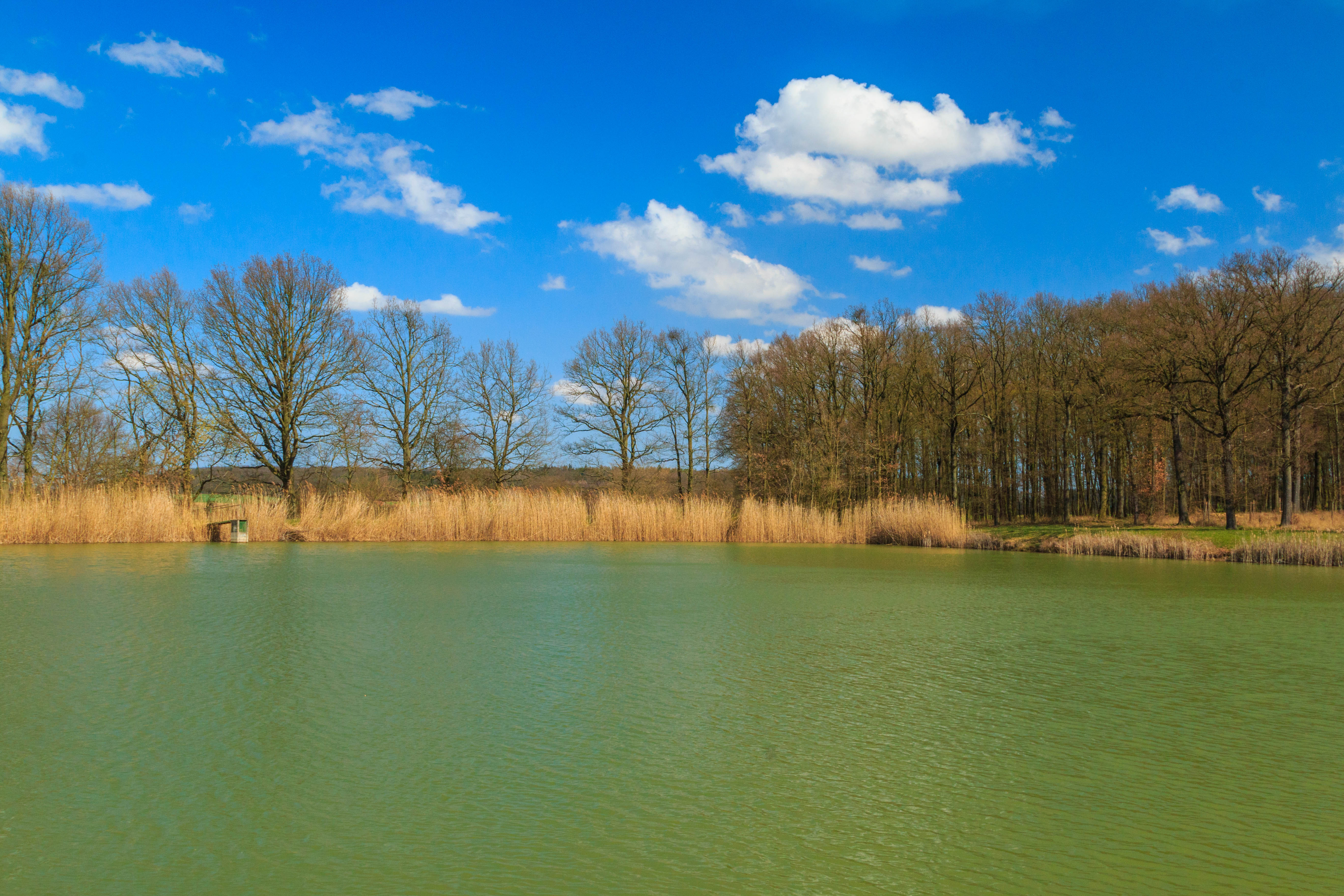
pohled na rybník Konšel
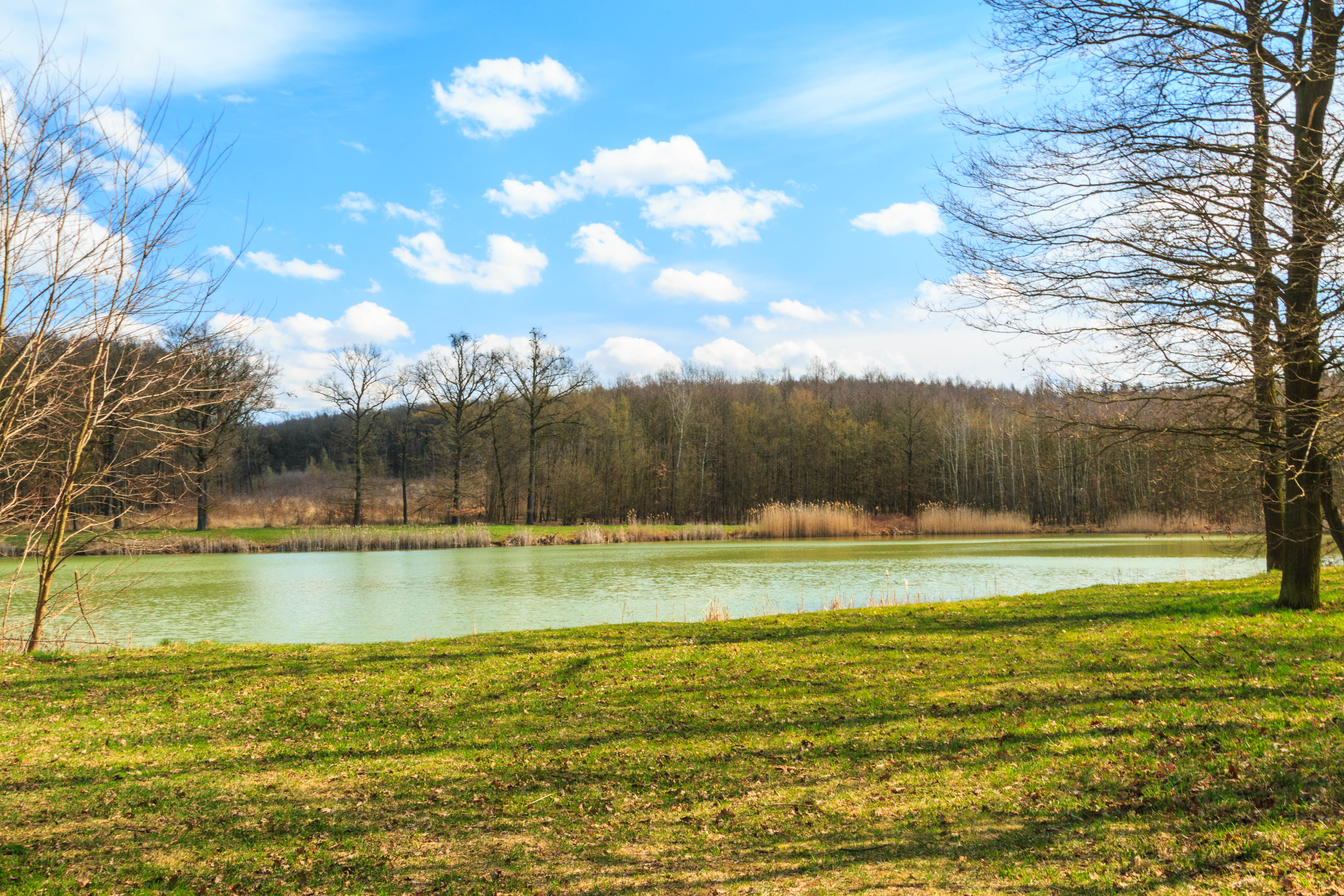
pohled na rybník Konšel